# Apeadeiro de Travanca-Macinhata
O Apeadeiro de Travanca-Macinhata, originalmente conhecido apenas como Travanca, foi uma interface ferroviária da Linha do Vouga, que servia as localidades de Macinhata da Seixa e Travanca, no Distrito de Aveiro, em Portugal.

## Descrição

### Caraterização física
A plataforma situa-se do lado norte da via (lado direito do sentido ascendente, para Viseu).

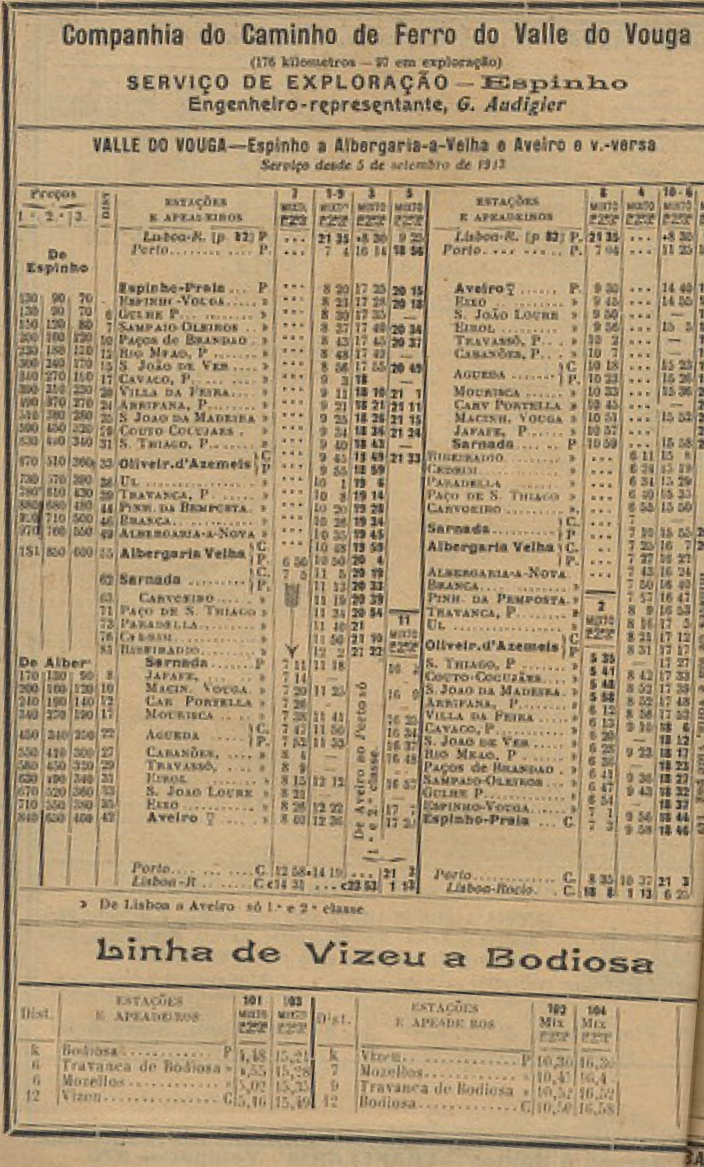
Horário da rede do Vouga em 1913, incluindo Travanca, que surge com a categoria de paragem.

### Serviços
Em dados de 2022, esta interface é frequentada por serviços da C.P. de tipo regional, com duas circulações diárias em cada sentido, entre Oliveira de Azeméis e Sernada do Vouga: tal como nos restantes interfaces deste segmento da Linha do Vouga, encerrado desde 2013, este serviço é prestado por táxis ao serviço da C.P.

## História
Em 1894, o ante-projecto para o caminho de ferro do Valle do Vouga contemplava a construção de uma estação, denominada de Travanca, que se situaria a 2400 m das gares de Oliveira de Azeméis e a 2700 m de Pinheiro da Bemposta. Esta estação teria ligação à estrada entre Oliveira de Azeméis e Carvalhal.
Este apeadeiro está inserido no troço entre as Estações de Oliveira de Azeméis e Albergaria-a-Velha, que abriu à exploração em 1 de Abril de 1909.

Em 2013 os serviços ferroviários foram suspensos no troço entre Oliveira de Azeméis e Sernada do Vouga (incl. Travanca-Macinhata), por motivos de segurança, circulando apenas composições com fins técnicos (inspeção, manutenção, etc.), sendo o transporte de passageiros neste trajeto efetuado por táxis ao serviço da C.P. que frequentam locais próximos de cada estação e apeadeiro para tomadas e largadas.